# Clinocera fuscipennis
Clinocera fuscipennis är en tvåvingeart som beskrevs av Friedrich Hermann Loew 1876. Clinocera fuscipennis ingår i släktet Clinocera och familjen dansflugor.
Artens utbredningsområde är New Hampshire. Inga underarter finns listade i Catalogue of Life.